# Скандинавские языки
Скандинавские, или северогерманские, языки — группа языков в составе германской ветви индоевропейской языковой семьи. Распространены главным образом в Северной Европе: в Швеции, Дании, Норвегии, Исландии, Финляндии, на Фарерских островах. Группы носителей скандинавских языков проживают также в Германии, Эстонии, Гренландии (территория Дании), на Украине (село Старошведское); говорят на скандинавских языках и эмигранты из скандинавских стран в США, Канаде, Австралии. Исторически скандинавские языки были распространены на больших пространствах Западной Европы, колонизированных в эпоху викингов: в Ирландии, Шотландии, на Оркнейских и Шетландских островах, в Англии (Данелаг), Нормандии.

## Классификация
Скандинавские языки традиционно делятся на восточную и западную подгруппы. Согласно другой классификации, выделяются островные и континентальные скандинавские языки, причём островные оказываются значительно более архаичными.
- Островная подгруппа (исторически относится к западноскандинавским языкам)
  - Древнеисландский язык †
    - Исландский язык
    - Фарерский язык
    - Норн † (был распространён на Оркнейских и Шетландских островах, вымер в XVIII веке)
    - Гренландский язык (германский) †
- Континентальная подгруппа
  - Западноскандинавские языки
    - Древненорвежский язык †
      - Норвежский язык
        - Букмол (до 1929 г. — то же, что риксмол, затем две эти письменные нормы разошлись)
        - Нюнорск (до 1929 г. назывался ландсмол)

  - Восточноскандинавские языки
    - Древнедатский язык †
      - Датский язык

    - Древнешведский язык †
      - Шведский язык
        - Шведский язык в Финляндии
        - Сконское наречие

    - Древнегутнийский язык †
      - Гутнийское наречие

Промежуточное положение занимает эльвдальский диалект.
На письме все континентальные скандинавские языки в целом взаимпонятны без большого труда, но устная речь может представлять затруднения. Носители исландского и фарерского также могут в какой-то мере понимать устную речь друг друга; на письме это проще, что связано с консерватизмом как исландской, так и фарерской орфографии.

## Письменность
Скандинавские языки ранее записывались рунами; в настоящее время — латиницей. Самые ранние памятники скандинавских языков — старшие рунические надписи — относятся ещё к праскандинавскому периоду.

## Лингвистические черты
Современные континентальные и островные скандинавские языки заметно отличаются на всех уровнях. Так, если в континентальных языках склонение по падежам по большей части утрачено (хотя падежи всё ещё сохраняются в эльвдальском идиоме), исландский и фарерский языки сохраняют все четыре падежа (именительный, родительный, дательный и винительный), причём склоняется и само существительное, и присоединяемый к нему артикль; кроме того, исландский и фарерский языки сохраняют три рода, в то время как среди континентальных языков это свойственно только норвежскому (в остальных родов два). Континентальные скандинавские языки, в отличие от островных, также утратили спряжение глагола по лицам и числам. 
Что касается словарного состава, то исландский и фарерский языки придерживаются языкового пуризма, и слова в них создаются по большей части из исконных корней, в то время как словарный состав континентальных скандинавских языков отличается огромным количеством заимствований — в основном, из нижненемецкого языка (по некоторым подсчётам, нижненемецкие заимствования составляют до половины всего словарного состава современного норвежского языка), из романских и более современных из английского — и в настоящее время количество заимствований из английского языка растёт. 